# Гласине
Гласине су алармантне информације, полуистине или потпуно лажне вести. Гласине обично настају у ситуацијама кризе, конфузије и неизвесности. У извесним посебним друштвеним стањима (рат, побуна, тоталитарни режим и сл.), гласине се намерно производе и шире са одређеним циљем. У току процеса ширења првобитна верзија гласина се мења, деформише и обогаћује новим садржајем у складу са жељама, очекивањима и потребама оних који је преносе.